# Thurey
Thurey település Franciaországban, Saône-et-Loire megyében. Lakosainak száma 422 fő (2022. január 1.). Thurey Diconne, L’Abergement-Sainte-Colombe, Devrouze, Lessard-en-Bresse, Saint-Martin-en-Bresse, Simard és Vérissey községekkel határos.

## Népesség
A település népessége az elmúlt években az alábbi módon változott:
| Lakosok száma | 437  | 449  | 455  | 456  | 449  | 439  | 430  | 426  | 422  |
|               | 2013 | 2015 | 2016 | 2017 | 2018 | 2019 | 2020 | 2021 | 2022 |